# Spartak Trnawa
Spartak Trnawa – słowacki klub piłkarski z siedzibą w Trnawie, założony 30 maja 1923 pod nazwą ŠK Rapid Trnava, od sezonu 2002/03 występujący w I lidze. Pięciokrotny mistrz Czechosłowacji.

## Dotychczasowe nazwy
- 1923–1939: ŠK Rapid Trnava
- 1939–1948: TSS Trnava
- 1948–1949: Sokol NV Trnava
- 1949–1953: ZTJ Kovosmalt Trnava
- 1953–1967: Spartak Trnava
- 1967–1988: Spartak TAZ Trnava
- 1988–1993: Spartak ZTS Trnava
- 1993–: FC Spartak Trnava

## Sukcesy
- Mistrzostwo Czechosłowacji: 1968, 1969, 1971, 1972, 1973
- Puchar Czechosłowacji: 1950/51 (nieoficj.), 1966/67, 1970/71, 1974/75, 1985/86
- Mistrzostwo Słowacji: 2017/18
- Wicemistrzostwo Słowacji: 1997, 1998, 2012
- Brązowy medal mistrzostw Słowacji: 1996, 1999, 2006, 2009, 2014, 2021
- Puchar Słowacji: 1997/98, 2018/19, 2021/22, 2022/23, 2024/25
- Superpuchar Słowacji: 1998
- Półfinał Pucharu Europy Mistrzów Krajowych: 1969
- Ćwierćfinał Pucharu Europy Mistrzów Krajowych: 1973, 1974
- Puchar Mitropa: 1967

## Obecny skład
Stan na 5 stycznia 2021.
| Nr | Poz. | Piłkarz          |
| -- | ---- | ---------------- |
| 1  | BR   | Žiga Frelih      |
| 2  | OB   | Lukáš Štetina    |
| 4  | OB   | Libor Holík      |
| 6  | PO   | Roman Procházka  |
| 7  | PO   | Róbert Pich      |
| 8  | PO   | Milan Corryn     |
| 11 | PO   | Philip Azango    |
| 13 | OB   | Marek Ujlaky     |
| 14 | PO   | Miloš Kratochvíl |
| 16 | PO   | Hugo Ahl         |
| 17 | PO   | Jakub Paur       |
| 18 | OB   | Martin Šulek     |
| 20 | PO   | Filip Trello     |
| 21 | PO   | Patrick Karhan   |
| 22 | PO   | Dávid Bukovský   |

| Nr | Poz. | Piłkarz                  |
| -- | ---- | ------------------------ |
| 23 | PO   | Erik Daniel              |
| 25 | PO   | Filip Bainović           |
| 26 | OB   | Sebastian Kóša           |
| 27 | PO   | Vojtěch Kubista          |
| 28 | PO   | Martin Bukata            |
| 29 | OB   | Martin Mikovič (kapitan) |
| 31 | BR   | Dobrivoj Rusov           |
| 33 | OB   | Filip Twardzik           |
| 41 | BR   | Patrik Vasiľ             |
| 52 | PO   | Erik Sabo                |
| 57 | NA   | Michal Ďuriš             |
| 72 | BR   | Martin Vantruba          |
| 77 | OB   | Kazeem Bolaji            |
| 80 | PO   | Adrian Zeljković         |
| 97 | PO   | Kelvin Ofori             |